# Руйно
Руйно (болг. Руйно) — село в Болгарии. Находится в Силистренской области, входит в общину Дулово. Население составляет 861 человек.

## Политическая ситуация
В местном кметстве Руйно, в состав которого входит Руйно, должность кмета (старосты) исполняет Юмит Юмер Башлы (Движение за права и свободы (ДПС)) по результатам выборов правления кметства.
Кмет (мэр) общины Дулово — Митхат Мехмед Табаков (Движение за права и свободы (ДПС)) по результатам выборов в правление общины.